# Pflegeheim

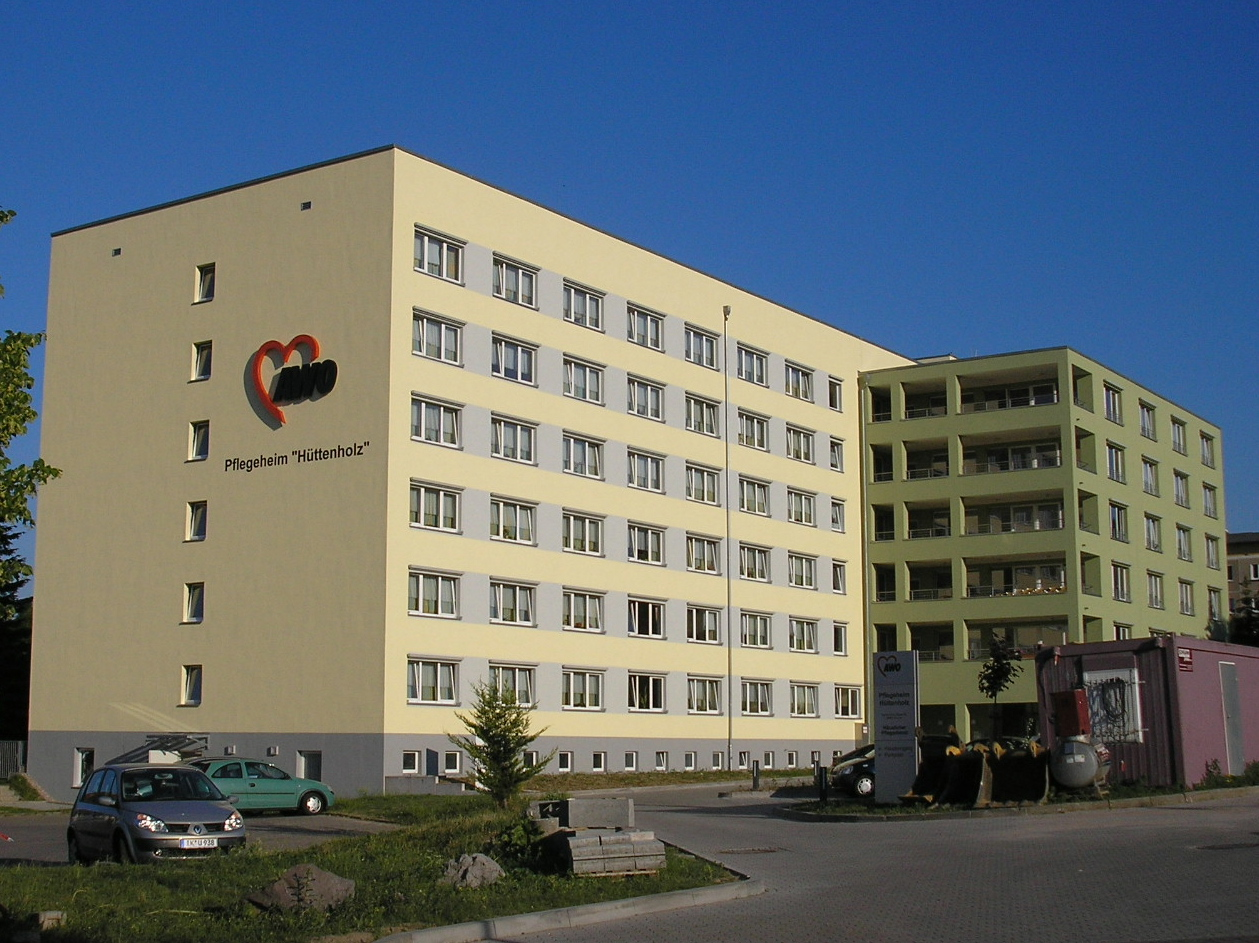
AWO-Pflegeheim in Ilmenau (Thüringen)

Ein Pflegeheim ist eine Einrichtung, in der pflegebedürftige Menschen ganztägig (vollstationär) oder nur tagsüber bzw. nur nachts (teilstationär) und unter der Verantwortung professioneller Pflegekräfte gepflegt und versorgt werden. In vollstationären Einrichtungen erfolgt in der Regel eine dauerhafte und anhaltende Langzeitpflege, in vielen Pflegeheimen wird zusätzlich zeitlich befristete Kurzzeitpflege angeboten. Gründe für die Aufnahme in ein Pflegeheim sind einerseits das Altern, eine schwere chronische Krankheit oder eine Schwerstbehinderung, andererseits die manchmal beschränkten Möglichkeiten einer häuslichen Pflege.
Pflegebedürftige ältere Menschen sind meist in Altenpflegeheimen, behinderte pflegebedürftige Menschen in Einrichtungen der Behindertenhilfe untergebracht. Häufig sind Altenpflegeheime mit Altenheimen kombiniert. Pflegeheime werden von Wohnheimen unterschieden, auch wenn in beiden Einrichtungen behinderte, pflegebedürftige oder kranke Personen dauerhaft untergebracht sein können. In Wohnheimen untergebrachte Menschen können zwar auch pflegebedürftig sein, im Vordergrund steht dort aber die Integration des Bewohners in das soziale Umfeld, eventuell auch in eine Berufstätigkeit, nicht die Pflege. Im Pflegeheim ist der Abhängigkeitsgrad von der Versorgung durch Dritte meist sehr hoch.

## Statistik
In Deutschland werden etwa 20 Prozent von den mittlerweile 5,7 Millionen Pflegebedürftigen (Stand: 2023) in einem der 16.500 Pflegeheime gepflegt.
Nach Angaben des Bundesministeriums für Gesundheit war die Altersverteilung, im Jahr 2022 wie folgt: 22,5 Prozent der stationär versorgten Personen waren über 90 Jahre alt, während 38,2 Prozent zwischen 80 und 90 Jahre alt waren, 13,7 Prozent zwischen 70 und 80 und ein Viertel (25,2 %) unter 70 Jahre alt war.
Ende 2023 wurden insgesamt 799.591 Pflegebedürftige in zugelassenen Pflegeeinrichtungen oder vollstationären Einrichtungen der Hilfe für behinderte Menschen stationär versorgt:
- 003.998 Personen (= 00,5 %) in Pflegegrad 1
- 132.732 Personen (= 16,6 %) in Pflegegrad 2
- 298.247 Personen (= 37,3 %) in Pflegegrad 3
- 248.673 Personen (= 31,1 %) in Pflegegrad 4
- 114.342 Personen (= 14,3 %) in Pflegegrad 5

Im Jahr 2023 waren von 5.688.473 Leistungsbeziehern der Pflegeversicherung 1.102.375 in ambulanter Pflege, ca. 14,1 Prozent stationär. 4.888.882 werden dagegen ausschließlich von Angehörigen gepflegt. In der Regel erfolgt eine Unterbringung in einem Pflegeheim oft erst bei einem höheren Pflegegrad. Gemäß § 15 SGB XI gab es bis 2017 drei Pflegestufen, die ab 2017 durch fünf Pflegegrade ersetzt wurden.
In Deutschland werden insgesamt rund 4 Prozent der vollstationären Altenheime und Pflegeheime (zusammen betrachtet) durch kommunale Anbieter geführt, 53 Prozent liegen in gemeinnütziger Trägerschaft (zum Beispiel der großen Wohlfahrtsverbände) und 43 Prozent werden durch private Betreiber geführt (Stand: Juli 2022).
Im Jahr 2021 gab es in Deutschland 16.115 Pflegeheime, darunter 11.358 mit vollstationärer Dauerpflege. Zehn Jahre zuvor, im Jahr 2011, wurden 12.354 Pflegeheime betrieben, 10.384 darunter mit vollstationärer Dauerpflege.

## Personalausstattung
Der Heimträger muss sicherstellen, dass die Zahl der Beschäftigten und ihre persönliche und fachliche Eignung für die von ihnen zu leistende Tätigkeit ausreicht. Betreuende Tätigkeiten dürfen nur durch Fachkräfte oder unter angemessener Beteiligung von Fachkräften wahrgenommen werden. Mindestens die Hälfte der mit betreuenden Tätigkeiten beauftragten Beschäftigten müssen Fachkräfte sein. In Pflegeheimen muss auch bei Nachtwachen mindestens eine Fachkraft ständig anwesend sein.
Um von der Pflegeversicherung zugelassen zu werden, muss gewährleistet sein, dass die pflegebedürftigen Bewohner unter ständiger Verantwortung einer ausgebildeten Pflegefachkraft (Altenpfleger, Gesundheits- und (Kinder-)Krankenpfleger) gepflegt werden. In den zu schließenden Versorgungsverträgen zwischen dem Träger der Pflegeeinrichtung oder einer vertretungsberechtigten Vereinigung gleicher Träger und den Landesverbänden der Pflegekassen werden, differenziert nach Pflegegraden, Richtwerte für das zahlenmäßige Verhältnis zwischen Betreuungs-, Pflege- und Pflegefachkräften und pflegebedürftigen Bewohner festgelegt (Personalschlüssel). Entsprechendes gilt auch für den Leitungs- und den Verwaltungsbereich des Heimes sowie den Bereich Hauswirtschaft und Technik.
Verhältnis der Pflege- und Betreuungskräfte zu pflegebedürftigen Bewohnern:
|              | Bayern   |
| ------------ | -------- |
| Pflegegrad 1 | 1 : 6,7  |
| Pflegegrad 2 | 1 : 3,71 |
| Pflegegrad 3 | 1 : 2,6  |
| Pflegegrad 4 | 1 : 1,98 |
| Pflegegrad 5 | 1 : 1,79 |

Davon sind mindestens die Hälfte Pflegefachkräfte. Die tatsächliche Anwesenheit während 24 Stunden und 7 Tagen pro Woche reduziert sich durch maximale Arbeitszeit, freie Tage, Urlaub, Krankheit, Fortbildung. Die tatsächliche Arbeit mit dem Bewohner reduziert sich zusätzlich durch Tätigkeiten für Organisation, Dokumentation, Besprechungen und Übergaben, Reinigung etc.
In Bayern gilt ein höherer Schlüssel für Einrichtungen mit gerontopsychiatrischem Schwerpunkt.
Die Einhaltung dieser Werte werden durch die Heimaufsicht und die Medizinischen Dienste der Krankenversicherungen (MDK) überwacht.

## Pflegemissstände, mangelnde Versorgung
Der Pflege-Report, der jährlich in Buchform und als Open-Access-Publikation erscheint, beleuchtet im Schwerpunkt 2023 die Versorgungsqualität von Langzeitgepflegten. Bereits im Jahr 2018 stand das Thema „Qualität in der Langzeitpflege“ im Fokus des Pflege-Reports. Viel ist seither geschehen: Die gesetzliche Qualitätssicherung in der Pflege wurde grundlegend reformiert, die Pandemie hat als „Brennglas“ insbesondere im Pflegeheim erhebliche Defizite aufgezeigt. Die Wirkungen unzureichender Personalausstattung, Qualifikation und interprofessioneller Zusammenarbeit treten immer deutlicher zutage. Diese Entwicklungen sind Anlass genug, die Themen Versorgungsqualität und Qualitätssicherung bei Langzeitgepflegten im Pflege-Report aus unterschiedlichen Perspektiven zu beleuchten und aktuelle Entwicklungen einer kritischen Würdigung zu unterziehen (SpringerLink) (Wido).
Seit Jahren gibt es immer wieder Berichte über kritische Zustände in einigen Pflegeheimen (sogenannte Pflegeskandale). Manche Pflegebedürftige wurden nicht würdig und sorgfältig behandelt. In extremen Fällen kam es zu Misshandlungen, Körperverletzungen und Todesfällen. Teilweise liege das an individuellem Fehlverhalten einzelner Pflegekräfte. Der Anteil an bettlägerig gehaltenen und in Folge an Dekubitus (Wundliegegeschwür) leidenden Heimbewohner bzw. Patienten ist immer noch hoch. Dies sei vor allem bedingt durch zu geringe finanzielle Mittel und dadurch eine immer kürzer werdende tägliche Pflegezeit pro Person. Dazu gibt es eine Diskussion um die Organisation der pflegerischen Arbeiten durch die Vorgesetzten (Organisationsversagen) und um die Institution Altenheim allgemein. Manche sehen in der Einführung neuer Pflegekonzepte, wie der Palliativpflege (Palliative Care) in Pflegeheimen, eine zukunftsweisende Lösung vieler Probleme angesehen.
Laut dem sechsten Qualitätsbericht zur Pflege der Krankenkassen wurden 2020 knapp 7 % der in die Stichprobe einbezogenen Patienten fixiert, 2012 waren dies noch rund 20 %. Bei ca. 11 % geschah dies 2012 ohne richterliche Anordnung.
Die Patientenschutzorganisation Deutsche Hospiz Stiftung beklagte 2012, dass 42 % der Bewohner in Pflegeheimen „unter freiheitsentziehenden Maßnahmen“ lebten. Hinsichtlich der Versorgung mit Essen und Trinken hat sich die Versorgungssituation deutlich verbessert. Allerdings kommt es noch zu häufig zu Druckgeschwüren durch fehlerhafte Pflege. Auch würden zu viele Heimbewohner durch Pillen ruhiggestellt.
In der Studie zur ärztlichen Versorgung in Pflegeheimen (SÄVIP-Studie) aus dem Jahr 2005 wird angemerkt, dass in Pflegeheimen die allgemein- und fachärztliche Versorgung unzureichend sei, auch in solchen mit hohen Monatskosten. Dort leben aber sehr viele Menschen mit zum Teil mehreren und schweren Krankheiten und Behinderungen bei hoher Medikamentennutzung. Dazu hat die Studie durch eine bundesweite Befragung von 782 Heimen mit 65.000 Plätzen festgestellt, dass es nur in acht dieser 782 Heime Heimärzte gibt. Bei 81 Prozent der Bewohner wurden keine Arztbesuche außerhalb des Heimes verzeichnet.
An dieser Situation hat sich seither nichts Grundlegendes verändert. Als eine Ursache dafür wird oft die unzureichende Honorierung der Ärzte angegeben. Prinzipiell stellt die Gesundheitspolitikerin Ursula Lehr als Mitautorin der Studie fest: „Wie oft könnte eine Facharztbehandlung nicht nur der Lebensqualität und größeren Selbstständigkeit der Bewohner helfen, sondern auch den Pflegeaufwand reduzieren.“ 2013 gab das Deutsche Institut für Medizinische Dokumentation und Information eine umfangreiche Publikation zu diesem Problem heraus. Weil dieses Thema öffentlich kaum bewusst und von den Medien nur sehr selten aufgegriffen wird, hat die Initiative Nachrichtenaufklärung es im Jahr 2011 an die 5. Stelle der am meisten vernachlässigten Themen gesetzt. Auch im Jahr 2021 hat sich an der Lage nichts geändert.
Aktuelle Studien und Berichte zeigen weiterhin gravierende Missstände. Laut dem Pflegeheim Rating Report 2024 des RWI Leibniz-Instituts für Wirtschaftsforschung und des Institute for Health Care Business sind Personalmangel und steigende Kosten die größten Risiken für Pflegeheime. 2023 meldeten rund 300 Pflegeheime Insolvenz an, und 47 mussten schließen. Dies wird als „Insolvenzwelle“ bezeichnet, die die wirtschaftliche Stabilität der Heime gefährdet.
Die finanzielle Belastung für Pflegebedürftige ist weiterhin hoch. Ab Januar 2024 betrugen die durchschnittlichen Zuzahlungen im ersten Jahr im Heim bundesweit 2.576 Euro pro Monat. Die Kosten für Unterkunft und Verpflegung stiegen ebenfalls, was die finanzielle Last für Pflegebedürftige weiter erhöht. Trotz erhöhter Entlastungszuschläge, die seit 2022 gelten, steigen die Eigenanteile kontinuierlich an.
Zudem präsentiert der Pflege-Report empirische Analysen zur Pflegebedürftigkeit in Deutschland sowie zur Inanspruchnahme verschiedener Pflegeformen. Ein besonderer Fokus gilt der gesundheitlichen Versorgung in der ambulanten Pflege und im Pflegeheim. Diese Entwicklungen zeigen, dass die Situation in Pflegeheimen nach wie vor kritisch ist. Es bedarf dringend struktureller Reformen und ausreichender finanzieller Mittel, um eine menschenwürdige Pflege und die wirtschaftliche Stabilität der Pflegeheime zu gewährleisten.

## Finanzierung
Pflegeheime finanzieren den laufenden Betrieb zum größten Teil durch die Entgelte, welche die Bewohner dem Träger des Pflegeheims aufgrund des Heimvertrags aufbringen müssen. Soweit die Bewohner von Pflegeheimen, die durch die Pflegekassen in Deutschland zugelassen sind, Ansprüche auf Leistungen der Pflegeversicherung haben, werden die Entgeltbestandteile für die Pflege- und Betreuungskosten, dem Sachleistungsprinzip folgend, meist direkt mit der Pflegekasse abgerechnet, die deshalb auch als Kostenträger bezeichnet wird. Entsprechendes gilt, wenn ein Träger der Sozialhilfe Hilfe zur Pflege erbringt. Der Pflegebedürftige muss allerdings die Lücke, die zwischen der von den Pflegekassen gezahlten Pauschale und dem Gesamt-Heimentgelt besteht selbst zahlen. Bei Pflegeheimen, die nicht staatlich zugelassen sind, sowie bei Privatversicherten erhalten die Pflegebedürftigen bzw. ihre Angehörigen eine vollständige Rechnung, die bei der Pflegekasse einzureichen ist.

### Pflegeversicherung (Deutschland)
Ist ein Bewohner mindestens erheblich pflegebedürftig, hat er, wenn er gesetzlich pflegeversichert ist, Anspruch auf eine Leistungspauschale für den Anteil des Heimentgeltes, das für die pflegebedingten Aufwendungen, die Aufwendungen der sozialen Betreuung und die Aufwendungen für Leistungen der medizinischen Behandlungspflege zu zahlen ist. Die Pflegeversicherung zahlt pauschale und begrenzte Beträge ausschließlich für die Pflegekosten in einem Pflegeheim (Teilkasko-Versicherung). Die tatsächlich anfallenden Kosten, die für einen Pflegeplatz in Einrichtungen der stationären Pflege gezahlt werden müssen (Gesamtheimentgelte nach § 87a SGB XI), werden so nur zu einem kleinen Teil abgedeckt. Seit dem 1. Januar 2017 (Zweites Pflegestärkungsgesetz) werden die Leistungen nicht mehr nach (den bis dahin geltenden) 3 Pflegestufen, sondern entsprechend 5 Pflegegraden gewährt (s. dazu Art.: Pflegeversicherung). Für die stationäre Pflege in einem Pflegeheim zahlt die Pflegeversicherung folgende Beträge je nach entsprechendem Pflegegrad:
- Pflegegrad 1: 125 Euro
- Pflegegrad 2: 770 Euro
- Pflegegrad 3: 1.262 Euro
- Pflegegrad 4: 1.775 Euro
- Pflegegrad 5: 2.005 Euro

Die Gesamtentgelte nach § 87a SGB XI, die für einen Pflegeplatz in einem Pflegeheim in Rechnung gestellt werden, liegen jedoch weit über den von der Pflegeversicherung gezahlten Beträgen, denn sie enthalten:
- die Pflegesätze, also die nach jeweiligem Pflegegrad unterschiedlichen Entgelte, die vom Pflegebedürftigen für die (teil-)stationäre Pflege, für die soziale Betreuung oder medizinische Behandlungspflege aufzubringen sind (§ 84 Abs. 1 SGB XI)[39],
- den sog. „Einrichtungseinheitlichen Eigenanteil“ (EEE) (d. h. die Differenz zwischen dem vom Pflegeheim erhobenen Pflegesatz und dem von der Pflegekasse gezahlten – und weit darunter liegenden – Betrag. Diese ‚Lücke‘ muss von dem zu Pflegenden selbst getragen werden),
- die Kosten für Unterkunft und Verpflegung (die sog. „Hotelkosten“),
- die Investitionskosten und
- die Ausbildungsumlage.[40]

Die Höhe der Leistungen durch die Pflegeversicherung bestimmt indirekt die Höhe des Heimentgeltes. Da der weitaus überwiegende Teil der Bevölkerung gesetzlich pflegeversichert ist, sind Pflegeheime darauf angewiesen, durch die Pflegekassen zugelassen zu werden. Die Zulassung erfolgt durch Abschluss eines Versorgungsvertrags zwischen dem Träger der Pflegeeinrichtung oder einer vertretungsberechtigten Vereinigung gleicher Träger und den Landesverbänden der Pflegekassen im Einvernehmen mit den überörtlichen Trägern der Sozialhilfe im Land. In den Versorgungsverträgen wird bestimmt, dass sich die Höhe der Entgelte für die Pflege- und Betreuungsleistungen, die sogenannten Pflegesätze, nach gesonderten Pflegesatzvereinbarungen zu richten haben, die zwischen den Pflegeheimträgern und den Kostenträgern zu schließen sind.

### Steigender Eigenanteil bei der Finanzierung von Pflegeleistungen
Bei den Zahlungen der Pflegeversicherung handelt es sich um pauschale und begrenzte Beträge ausschließlich für die Pflegekosten, also für den Pflegeaufwand, die medizinische Behandlungspflege und die soziale Betreuung. Die Kosten der Unterbringung und Verpflegung sowie eventuell anfallende Kosten für zusätzliche Leistungen mussten von Anbeginn (der Pflegeversicherung) an vom Pflegebedürftigen selbst gezahlt werden. Nach ursprünglicher Planung bei Einführung der Pflegeversicherung sollten aber zumindest die Pflegekosten vollständig von der Versicherung getragen werden.
Bedingt durch die von 1995 bis 2008 gänzlich fehlende und dann völlig unzulängliche Leistungsdynamisierung mussten aber bereits im Jahre 2001 durchschnittlich 163 Euro/mtl. für Pflegestufe I, 303 Euro/mtl. für Pflegestufe II und 576 Euro/mtl. für Pflegestufe III von den Pflegebedürftigen zu den Pflegekosten selbst zugezahlt werden.
Diese Eigenanteile an den Pflegekosten, die vom Pflegebedürftigen, bzw. dessen nahen Angehörigen (Kindern), bzw. vom Sozialamt/Kriegsopferfürsorge (in dieser Reihenfolge) aufzubringen waren, stiegen ständig weiter an. Auf diesem Wege wurde somit eine „Kalte Privatisierung“ durchgeführt. 2011 betrugen die durchschnittlichen Eigenanteile an den Pflegekosten 346 Euro/mtl. für Pflegestufe I, 532 Euro für Pflegestufe II und 768 Euro für Pflegestufe III.
Da die Kosten der Unterbringung und Verpflegung ebenfalls vom Pflegebedürftigen selbst getragen werden müssen, decken die Pflegeversicherungsleistungen nur einen Teil des Gesamtheimentgeltes ab: So betrug 2011 der vom Pflegebedürftigen in stationärer Pflege insgesamt aufzubringende Eigenanteil 1.380 Euro/mtl. für Pflegestufe I, 1.566 Euro/mtl. für Pflegestufe II und 1.802 Euro/mtl. für Pflegestufe III.
In Deutschland kostete im Juli 2020 laut Verband der Ersatzkassen (vdek) eine vollstationäre Dauerpflege pro Monat durchschnittlich (Gesamtheimentgelt):
- Pflegegrad 1 – 2.444 Euro
- Pflegegrad 2 – 2.785 Euro
- Pflegegrad 3 – 3.277 Euro
- Pflegegrad 4 – 3.790 Euro
- Pflegegrad 5 – 4.020 Euro

Von diesem Gesamtheimentgelt musste ein Pflegebedürftiger selbst aufbringen (für: EEE + Unterkunft u. Verpflegung + Investitionskosten + Ausbildungsumlage):
- Pflegegrad 1 –  2.319Euro
- Pflegegrad 2 – 2.015 Euro
- Pflegegrad 3 – 2.015 Euro
- Pflegegrad 4 – 2.015 Euro
- Pflegegrad 5 – 2.015 Euro

Die durchschnittliche Höhe des Eigenanteils von Pflegebedürftigen in stationären Einrichtungen fällt abhängig vom Bundesland unterschiedlich hoch aus. Am 1. Januar 2021 betrug sie laut Verband der Ersatzkassen (vdek) in den einzelnen Bundesländern:
Dabei setzen sich die bundesdurchschnittlichen Kosten wie folgt zusammen:

### Sozialhilfe
Einen Anteil der Finanzierung tragen die kreisfreien Städte oder Landkreise als Sozialhilfeträger. Dieser ist verpflichtet, Kosten abzusichern, die Pflegebedürftige über die Pflegepauschalen der Pflegeversicherung hinausgehend benötigen, aber nicht aus eigenem Einkommen oder Vermögen leisten können.
Ehe das Sozialamt diese Kosten übernimmt, prüft es, ob Kinder zur Zahlung herangezogen werden können. Der sogenannte Elternunterhalt ist die nach BGB (§§ 1601ff.) geforderte sogenannte Einstandspflicht der Kinder gegenüber ihren Eltern und Schwiegereltern. Insbesondere § 1601 und § 1602 Abs. 1 des BGB.
Um festzustellen, ob die Kinder dazu in der Lage sind, kann das Sozialamt von den Kindern Auskunft über deren Einkommens- und Vermögensverhältnisse verlangen. Diese müssen nach § 1605 BGB offengelegt werden. Wird die Leistungsfähigkeit der Kinder festgestellt, so kann ihr Einkommen und Vermögen bis zum sogenannten „angemessenen Selbstbehalt“ herangezogen werden. Haben die Kinder allerdings noch andere Unterhaltsverpflichtungen (z. B. Kinder, geschiedene Ehegatten), ist in § 1609 des BGB eine Rangfolge der Unterhaltsberechtigten festgelegt.

### Investitionskosten
Eine weitere Finanzierungsquelle ist die Weiterberechnung der Investitionskosten an die Heimbewohner, die jedoch in NRW bei entsprechender Bedürftigkeit dafür Pflegewohngeld erhalten können. Länder und Kommunen haben hierfür über viele Jahre die Betreiber von Alteneinrichtungen beim Kauf und Neubau durch zinslose Darlehen und andere Zuwendungen unterstützt. Diese Fördertöpfe standen privaten Betreibern nur in begrenztem Maße zur Verfügung.

### Gesamtlebenszeitkosten der Pflege
Werden Betroffene zum Pflegefall, müssen sie bei einer Heimunterbringung oft selbst zuzahlen, um hinreichend versorgt zu werden. Der im November 2012 veröffentlichte Pflegereport der Barmer GEK enthielt mit dem Schwerpunktthema Kosten bei der Pflegebedürftigkeit eine Ermittlung des Zentrums für Sozialpolitik (ZeS), einem Forschungsinstitut der Universität Bremen, welche Gesamtkosten für die Pflege von ihrem Beginn bis zum Tod (Gesamtlebenszeitkosten der Pflege) von der gesetzlichen Pflegeversicherung, der Sozialhilfe und privat getragen werden müssen. Für diese Untersuchung wurden die Kosten der Pflege für rund 2.000 Versicherte ab 60 Jahren untersucht, die im Jahr 2000 erstmals pflegebedürftig geworden waren. Dazu wurden die jeweiligen Ausgaben von 2000 bis 2011 summiert. Für den Teil der Pflegebedürftigen, die am Ende des Betrachtungszeitraums noch nicht verstorben waren, wurden die Kosten geschätzt und hinzugerechnet.
Insgesamt fielen demnach vom Beginn der Pflegebedürftigkeit bis zum Tod (ambulante und stationäre Pflege, Pflegestufen I–III) folgende Kosten an:
- Für Frauen: rund 84.000 €
- Für Männer: rund 42.000 €

Im folgenden Beispiel werden nur die Kosten der vollstationären (Heim-)Pflege betrachtet:
- Die Gesamtlebenszeitkosten für vollstationäre Pflege betragen für Frauen im Durchschnitt insgesamt 62.346 €. Dieser Betrag setzt sich folgendermaßen zusammen:
  - 24.226 € Pflegeversicherung (38,8 %)
  - 4.451 € Hilfe zur Pflege (Sozialamt) (7,1 %)
  - 33.706 € Eigenanteil (eigene Rente/n + Vermögen oder Einkommen + Vermögen des Ehepartners/oder naher Verwandter) (54,1 %)

- Die Gesamtlebenszeitkosten für vollstationäre Pflege betragen für Männer im Durchschnitt insgesamt 26.923 €. Dieser Betrag setzt sich folgendermaßen zusammen:
  - 10.406 € Pflegeversicherung (38,7 %)
  - 2.059 € Hilfe zur Pflege (Sozialamt) (7,6 %)
  - 14.458 € Eigenanteil (eigene Rente/n + Vermögen oder Einkommen + Vermögen des Ehepartners/oder naher Verwandter) (53,7 %)

Den Grund für die höheren Kosten für Frauen sahen die Forscher in der durchschnittlich länger dauernden Heimpflege bei Frauen. Hierdurch bedingt müssen Frauen privat deutlich mehr Geld beisteuern als Männer. Die Kosten der Pflegeversicherung bzw. private Eigenanteile können von geringer Höhe sein, können aber auch in Einzelfällen bis zu 305 000 € reichen.

## Entwicklung
Ursprünglich als Wohnheime konzipiert, haben sich in den letzten 20 Jahren auch die Altenheime zunehmend zu reinen Altenpflegeheimen entwickelt. Die Verweildauer in den Heimen sinkt beständig. In großen Städten liegt die Verweildauer mittlerweile bei ca. ½ Jahr. Die Pflegeheime (bzw. -abteilungen) wandelten sich überwiegend zu gerontopsychiatrischen Pflegeheimen, in denen neben dementiell Erkrankten in zunehmendem Ausmaß auch nicht-altersspezifisch geistig und seelisch Kranke versorgt werden.

### Die Wohlfahrtsverbände
Im Jahr 2009 gab es in der Bundesrepublik 11.643 Pflegeheime mit insgesamt 845.007 Plätzen. Von diesen Pflegeheimen war mehr als die Hälfte in der Trägerschaft der freigemeinnützigen Wohlfahrtsverbände:
- Arbeiterwohlfahrt
- Deutscher Caritasverband
- Deutscher Paritätischer Wohlfahrtsverband
- Deutsches Rotes Kreuz
- Diakonisches Werk
- Zentralwohlfahrtsstelle der Juden in Deutschland

sowie einige weitere gemeinnützige Organisationen, die keinem Wohlfahrtsverband angehören.
Der Deutsche Caritasverband hält insgesamt einen Anteil von 14 % an allen Pflegeheimen, also etwa 1300 bis 1400 Heime.
Im Diakonie-Branchenverzeichnis der Heime und vollstationäre Einrichtungen sowie sonstigen Wohnformen der Altenhilfe nennt das Diakonische Werk|Diakonie 784 vollstationäre Einrichtungen (evtl. mit Kurzzeitpflegeplätzen) und weitere 34 vollstationäre Einrichtungen mit pflegefachlichem Schwerpunkt (zumeist für an Demenz Erkrankte). Die Statistiken zeigen weiter, dass die beiden großen Kirchen dabei durchaus die größeren, leistungsfähigeren Einrichtungen betreiben. Jedoch muss hinzugefügt werden, dass die Eigentümer jeweils lokale Verbände sind. Und ihr Gewicht ist regional sehr verschieden. In Baden-Württemberg waren es zum 1. Januar 2006 z. B. 39 % durch die beiden Kirchen, 20,3 % durch sonstige gemeinnützige Träger, 28 % von privaten Gewerbetreibenden und durch staatliche Einrichtungen bzw. öffentlich verwaltete Stiftungen 13 Prozent. Die Pflege in Heimen wurde in Schleswig-Holstein von 38,7 %, in Brandenburg und Hessen dagegen nur von knapp 25 % benötigt. Innerhalb der Bundesländer gibt es jeweils noch einen starken Stadt-Land-Unterschied im Ausmaß der Nutzung der Heime.

### Pflegeheimketten
Als Pflegeheimkette bezeichnet man Pflegeheime, deren Betreiber rechtlich und wirtschaftlich in einem Konzern zusammengeschlossen sind. Es können auch andere Einrichtungen, wie Akut- und Reha-Krankenhäuser beteiligt sein. Pflegeheimketten sind vor allem im Bereich der privaten Trägerschaft verbreitet. Die beteiligten Unternehmen haben unterschiedliche Rechtsformen, meist Gesellschaften mit beschränkter Haftung, Stiftungen oder Aktiengesellschaften, die teilweise steuerrechtlich als gemeinnützig anerkannt sind.
Die größten Pflegeheimbetreiber in Deutschland im Jahr 2024 sind:
1. Alloheim Senioren-Residenzen SE mit 254 Pflegeheimen und 24.800 Pflegeplätzen
2. Korian Deutschland GmbH mit 227 Pflegeheimen und 24.000 Pflegeplätzen
3. Victor’s Gruppe mit 120 Pflegeheimen und 18.500 Pflegeplätzen
4. Orpea Deutschland GmbH mit 153 Pflegeheimen und 13.682 Pflegeplätzen
5. Kursana GmbH mit 96 Pflegeheimen und 9.343 Pflegeplätzen[71][72]

Pflegeheimketten wachsen entweder über Akquisition von vorhandenen Einrichtungen oder über den Neubau gleichartig strukturierter Heime an verschiedenen Standorten. Zunächst gab es Ketten im Hochpreis-Segment der Wohnheime (Seniorenresidenzen), die sich bewusst in ihrem Leistungsspektrum von den bis dahin üblichen dreistufigen Altenheimen und den Pflegeheimen absetzten.
Im Unterschied zu den bisher großen Betreibern (freie gemeinnützige Verbände, Unternehmen) entwickeln sich seit 1995 zunehmend gewinnorientierte Unternehmen auch im Bereich der Alten- und Pflegeheime. Die Einrichtungen der großen Wohlfahrtsverbände sind aus unterschiedlichen Gründen meistens nicht als Konzerne, sondern auf lokaler oder regionaler Ebene selbständig organisiert und können deshalb nicht als Pflegeheimkette bezeichnet werden, auch wenn sie insgesamt betrachtet große Segmente des „Heimmarktes“ beherrschen.
Zusätzlich sind Anfänge einer Internationalisierung in diesem Bereich zu beobachten (zuerst zwischen den NL, GB und D). Bei den Betreibern oder Besitzern handelt es sich zum Teil um ehemalige Leitende Manager oder direkt um die genannten Verbände selbst, die sich durch die andere Rechtsform einen größeren, auch finanziellen, Handlungsraum ermöglichen. Zum Teil stammen einige Großbetriebe aus der Immobilienwirtschaft. So hat sich beim Unternehmen Deutsche Wohnen, das auch Pflegeeinrichtungen für ältere Menschen betreibt, die Zahl der Pflegeplätze und Appartements von 6.700 im September 2017 bis Dezember 2018 auf 12.100 erhöht.

### Zentrale und regionale Belegungsnachweise
Einzelne Gebietskörperschaften sind wegen der Unübersichtlichkeit des Marktes dazu übergegangen, einen für ihre Region aktuellen Belegungsnachweis auszubauen. Damit können Angehörige von Pflegebedürftigen erfahren, wo sich in ihrer Umgebung freie Pflegeplätze in Heimen befinden. Vgl. Pflegeüberleitung.
Der AOK-Pflegeheim-Navigator der Allgemeinen Ortskrankenkassen ist dabei seit 2007 einen Schritt weiter gegangen. Es sind bundesweit die Einrichtungen mit einem gültigen Versorgungsvertrag mit der AOK, die ja auch die größte Pflegeversicherung darstellt, in den Bereichen der vollstationären Pflege, der Kurzzeitpflege, der Tagespflege und der Nachtpflege erfasst. Er sucht in einer über 11.000 Datensätze umfassenden Liste von Pflegeeinrichtungen. Die Suchkriterien sind Ort und Postleitzahl sowie Art der Pflege und pflegefachliche Schwerpunkte (Demenz, Nachtpflege o. ä.). Der Navigator informiert auch über die Preise der Pflegeleistungen und die Kosten, die auf den Versicherten selbst zukommen. Das Datum der letzten Aktualisierung ist jeweils angegeben.